# Frank Klitzsch
Frank Klitzsch (* 18. September 1957; † 18. September 1976) war ein deutscher Tischtennisspieler.

## Erfolge in Jugendturnieren
Klitzsch gewann 1972 das erstmals ausgetragene Bundesranglistenturnier TOP-12 der Schüler. Ein Jahr später wiederholte er diesen Erfolg im TOP-12-Turnier der Jugend.
1972 nominierte ihn der DTTB für die Schüler-Europameisterschaft in Vejle, wo er mit der Mannschaft Silber gewann. 1974 wurde er mit Deutschland bei der Jungen-Europameisterschaft Dritter.
Im gleichen Jahr wurde er (zusammen mit Michael Gräf) Deutscher Vizemeister im Doppel der Jungen. 1975 belegte er Platz 2 im Einzel bei der Deutschen Jungenmeisterschaft in Heddesheim, er verlor im Endspiel gegen Ralf Wosik.

## Karriere bei den Senioren
Klitzschs erster Verein war die TGS Rödelheim. Schon mit 14 Jahren – ab 1972 – spielte er mit der Mannschaft von Eintracht Frankfurt in der Bundesliga (die ersten vier Bundesliga-Spiele bestritt er bereits in der Saison 1971/72 als Ersatzspieler für die TGS Rödelheim). 1975 wechselte er zum VfB Altena, mit dem er 1976 zusammen mit Wilfried Lieck und Rolf Jäger Deutscher Meister wurde.
1976 verunglückte Klitzsch mit dem Auto bei Herborn tödlich.